# The Ace of Hearts
The Ace of Hearts is een Amerikaanse dramafilm uit 1921. De regie is van Wallace Worsley. De hoofdrollen worden gespeeld door Lon Chaney, Leatrice Joy en John Bowers.
De film bevindt zich in het publieke domein.

## Rolverdeling
| Acteur           | Personage         |
| ---------------- | ----------------- |
| Leatrice Joy     | Lilith            |
| John Bowers      | Forrest           |
| Lon Chaney sr.   | Farallone         |
| Hardee Kirkland  | Morbius           |
| Edwin N. Wallack | Chemicus          |
| Raymond Hatton   | De dreiger        |
| Roy Laidlaw      | Portier           |
| Cullen Landis    | Man in restaurant |

## Verwijzingen
- (en)   The Ace of Hearts in de Internet Movie Database
- The Ace of Hearts op YouTube